# Consell Nacional d'Eslovàquia
El Consell Nacional de la República Eslovaca (en eslovac: Národná rada Slovenskej republiky), abreujat a NR SR, és el parlament nacional d'Eslovàquia. És unicameral i consta de 150 membres, que són elegits per sufragi universal sota representació proporcional amb escons distribuïts pel mètode de Hamilton amb quota Hagenbach-Bischoff cada quatre anys.
El parlament d'Eslovàquia s'anomena "Consell Nacional" des de l'1 d'octubre de 1992. De 1969 a 1992, el seu predecessor, el parlament de la part eslovaca de Txecoslovàquia, es va anomenar Consell Nacional Eslovac (en eslovac: Slovenská národná rada).
El Consell Nacional aprova la legislació interna, les lleis constitucionals i el pressupost anual. El seu consentiment és necessari per ratificar els tractats internacionals, i és responsable d'aprovar les operacions militars. També tria persones per a alguns càrrecs de l'executiu i judicial.
L'edifici del parlament es troba a Bratislava, la capital d'Eslovàquia, a prop del Castell de Bratislava a la plaça Alexander Dubček.